# São Braz do Piauí
São Braz do Piauí este un oraș în Piauí (PI), Brazilia.